# Juan 16

Juan 16:14-22 en el lado recto del Papiro 5, escrito alrededor del año 250 d.C.

Juan 16 es el decimosexto capítulo del Evangelio de Juan del Nuevo Testamento de la Biblia cristiana. En él se narra el Discurso de Despedida de Jesús a sus discípulos, la última noche antes de su crucifixión. En este capítulo, Jesús habla de la obra del Espíritu Santo, de la alegría de los creyentes y de su victoria sobre el mundo. El libro que contiene este capítulo es anónimo, pero la tradición cristiana primitiva afirmó uniformemente que Juan compuso este Evangelio.

## Texto

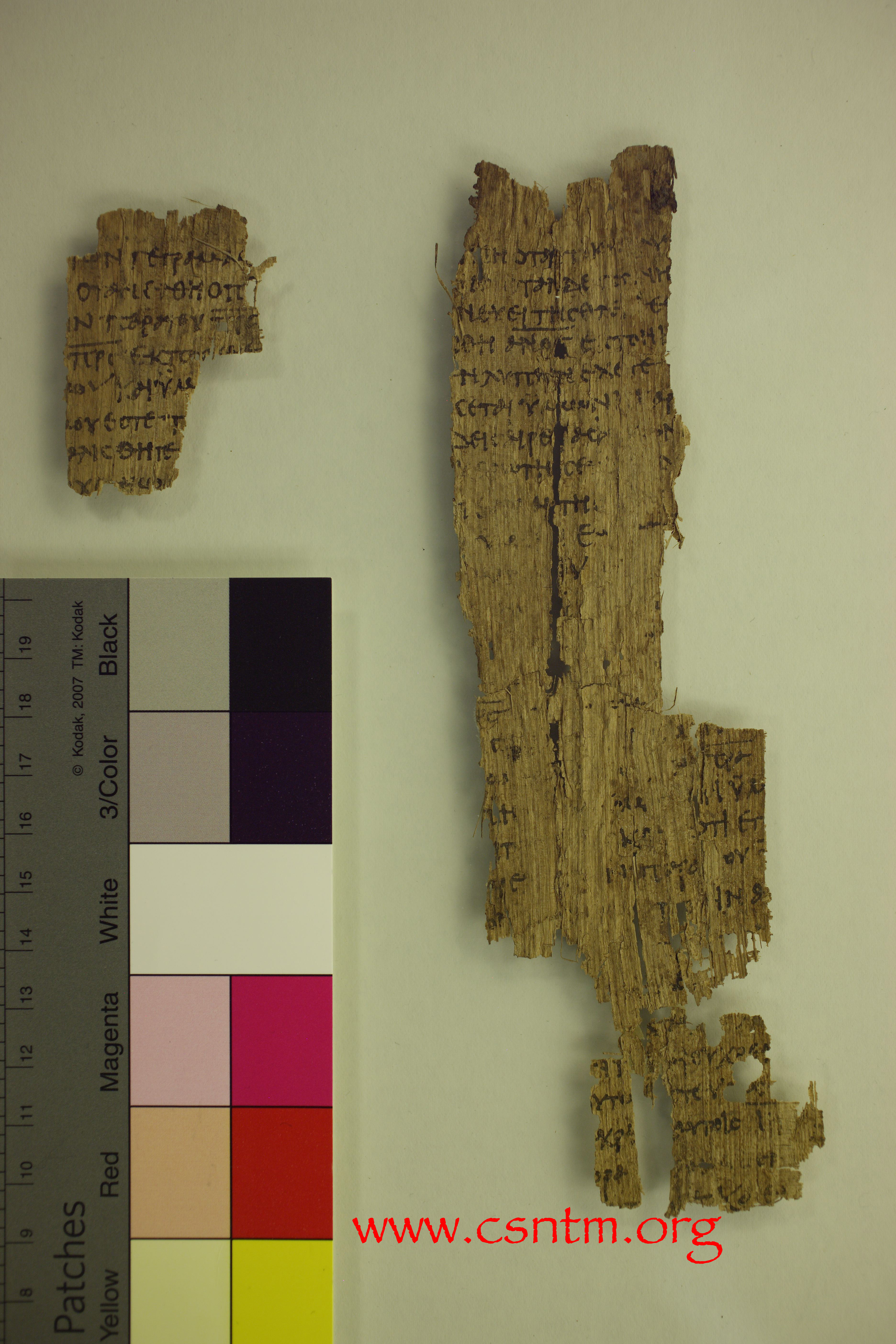
Juan 15:25-16:2 en el lado recto del Papiro 22, escrito c. 250 d. C.

.El texto original fue escrito en griego koiné. Este capítulo se divide en 33 Versículos.

### Testigos textuales
Algunos manuscritos tempranos que contienen el texto de este capítulo son: 
- Papiro 75 (175-225 d. C.)
- Papiro 5 (c. 250; Versículos existentes: 14-30)[3]
- Papiro 22 (c. 250)
- Codex Vaticanus (325-350)
- Codex Sinaiticus (330-360)
- Codex Bezae (c. 400)
- Codex Alexandrinus (400-440)
- Codex Ephraemi Rescriptus (c. 450; existen los Versículos 22-33)
- Papyrus 60 (c. 700; existen los Versículos 29-33)

## Lugares
El escenario del discurso de este capítulo y del capítulo siguiente parece estar en Jerusalén. No se especifica el lugar concreto, pero Juan 18:1 afirma que después, «Jesús se fue con sus discípulos y cruzó el valle de Cedrón».

## Propósito
El propósito del evangelista en esta sección de su evangelio es apoyar a la Iglesia primitiva para la que está escribiendo, para asegurarse de que no se aparten (en griego: ινα μη σκανδαλισθητε, hina mē skandalisthēte) (Juan 16:1). Algunos comentaristas sugieren que escribe para un grupo específico de creyentes llamado cristianismo joánico.

## Versículo 1
Todo esto os he dicho para que no caigáis 
Heinrich August Wilhelm Meyer relaciona «todo esto» con Juan 15:18-27, la sección de este discurso que anticipa el odio del mundo hacia los discípulos.
Las traducciones inglesas de la Biblia varían mucho en la forma en que tratan el Versículo inicial de este capítulo:
- para que no seáis causa de tropiezo (American Standard Version)
- para que no perdáis la fe (21st Century King James Version)
- para que no os ofendáis. (Biblia de Ginebra)
- para que no seáis ofendidos (tomados desprevenidos y vaciléis, o seáis hechos tropezar y caer (Biblia Amplificada)
- para que no te apartes (Nueva Versión Internacional)
- para que no te tome por sorpresa (Biblia Judía Completa)
- para que no tengas miedo (Versión inglesa contemporánea)
- para que no te escandalices (Biblia Douay-Rheims)
- para que no pierdas la fe cuando te enfrentes a problemas (Versión Fácil de Leer)
- para que no tropieces (NRSV)
- para que evites las ofensas que se avecinan (La Voz)
- para que tu fe no se tambalee (Biblia de Jerusalén)
- para que no seas tropezado (nota sobre la traducción 'literal' en la Biblia de Jerusalén)
- para que no te vuelvas atrás (Biblia en inglés mundial)

Meyer observa que 

Preparados de antemano, y armados por las comunicaciones de Cristo, no debían tropezar con Él, sino que debían oponer al odio del mundo toda la mayor eficacia y constancia de la fe.

## Versículo 2
Os expulsarán de las sinagogas.
Jesús predice la exclusión de las sinagogas judías a la que el evangelista ya ha aludido en Juan 9:22 y Juan 12:42. 

## Versículo 4
Pero estas cosas os he dicho, para que cuando llegue el tiempo os acordéis de que yo os hablé de ellas.
Y estas cosas no os las dije al principio, porque estaba con vosotros.'
El escritor luterano Johann Albrecht Bengel señala que, aunque Jesús no había dicho estas cosas antes, era consciente previamente del odio que surgiría.

## Versículo 5
Ahora vuelvo al que me envió. Pero ninguno de vosotros me pregunta: «¿Adónde vas?».
La Biblia del rey Jacobo adoptó la redacción «Yo sigo mi camino» para este Versículo.
William Robertson Nicoll comenta que el hecho de que los discípulos no supieran con claridad adónde iba Jesús reflejaba su absorción con «el pensamiento de su partida y sus consecuencias de duelo [para] ellos mismos». [para] ellos mismos».

## Versículos 8-11
El comentarista Henry Alford se refiere a tres palabras clave en este capítulo, «ἁμαρτία», «δικαιοσύνη», «κρίσις» (pecado, justicia y juicio, Juan 16:8-11) que «comprenden los tres grandes pasos del avance en la verdad espiritual entre los hombres»..

## Versículo 13
Sin embargo, cuando venga el Espíritu de la verdad, él os guiará a toda la verdad; porque no hablará por su propia cuenta, sino que hablará todo lo que oiga, y os hará saber las cosas que habrán de venir». 
Alford advierte que en las palabras toda verdad, «no se transmite aquí ninguna promesa de conocimiento universal, ni de infalibilidad; sino una promesa a ellos y a nosotros, de que el Espíritu Santo nos enseñará y guiará, no como a niños, bajo los tutores y gobernadores del conocimiento legal e imperfecto, sino como a hijos».

### Comentarios
- Comentarios a los versículos 1-15

Este pasaje del comentario de los Santos Evangelios destaca una advertencia de Jesús a sus discípulos sobre las persecuciones que enfrentarán por su fe en Él. Según este texto, Jesús predice que quienes no conocen a Dios Padre ni lo reconocen a Él perseguirán a sus seguidores, incluso creyendo que están sirviendo a Dios en sus acciones. Este tipo de persecución podría surgir del fanatismo, donde las personas creen erróneamente que es legítimo cometer crímenes para defender o promover su causa religiosa, como se menciona en relación con Lucas.
El comentario también resalta que estas persecuciones y dificultades no deberían causar escándalo ni desánimo en los creyentes. En lugar de verlas como obstáculos, los cristianos deberían considerarlas oportunidades para demostrar su fe, ya que el Espíritu Santo los consuela y fortalece en esos momentos. San Beda, un teólogo medieval, señala que Jesús prepara a sus discípulos para que no se sorprendan por estas pruebas, sino que las enfrenten con la confianza de que son parte de seguir a Cristo.
Este análisis pone énfasis en la naturaleza espiritual de las persecuciones y en la importancia de mantener la fe firme a pesar de los desafíos, reconociendo que, lejos de ser motivo de desesperación, son momentos en los que los creyentes pueden profundizar en su fe y testimonio cristiano de la siguiente manera:

...para que los males inesperados y repentinos, aunque transitorios, no turbaran sus ánimos ignorantes o faltos de preparación, sino que, conociéndolos de antemano y aceptándolos pacientemente, los condujeran a los bienes eternos.

En este comentario sobre el Sermón de la Cena, se destaca la enseñanza de Jesús sobre el Paráclito o Espíritu Santo, que aparece en tres ocasiones clave en el Evangelio de Juan:
- Primera mención (Juan 14,15ss.): Jesús afirma que el Espíritu Santo será enviado por el Padre y será otro Consolador que permanecerá siempre con los discípulos.
- Segunda mención (Juan 14,26): El Padre enviará al Espíritu de la verdad en nombre de Jesús. Este Espíritu les enseñará todo lo que necesitan saber y recordar.
- Tercera mención (Juan 16,1-15): Jesús indica que su ascensión al Cielo será el preámbulo del envío del Espíritu Santo, cuya acción será crucial tanto para el mundo como para los discípulos.

En esta tercera enseñanza, se profundiza en el papel del Espíritu Santo:
Para los discípulos, el Espíritu Santo los guiará hacia la plena comprensión de la verdad revelada por Cristo, ayudándoles a recordar y entender las enseñanzas de Jesús.
- Respecto al mundo, entendido aquí como aquellos que no han creído en Cristo y lo han rechazado, el Espíritu Santo tendrá una función de acusación o convicción en tres áreas específicas:
- «De pecado», por la incredulidad del mundo en Cristo.
- «De justicia», al revelar que Jesús, el Justo que nunca cometió pecado, ha sido glorificado junto al Padre tras su resurrección, demostrando su rectitud divina.
- «De juicio», porque con la muerte y resurrección de Cristo, el demonio, descrito como el príncipe de este mundo, ha sido vencido. La obra redentora de Cristo ha permitido al hombre ser liberado del poder del Maligno y recibir la gracia para resistir sus ataques.

Este pasaje refuerza la idea de que el Espíritu Santo no solo consuela y guía a los creyentes, sino que también actúa como juez ante el mundo incrédulo, desenmascarando la falsedad y la maldad, y revelando la victoria definitiva de Cristo sobre el mal.

## Versículo 24

Fragmento de Juan 16:22-30 en el verso del Papiro 5, escrito hacia 250 d. C.

.
Hasta ahora nada habéis pedido en mi nombre. Pedid, y recibiréis, para que vuestro gozo sea completo. 
Véase también: Mateo 7:7-8 y Lucas 11:9-10.

### Comentarios
- Comentario a los versículos 16-33.

Los apóstoles no lograban comprender el mensaje que Jesús transmitía al hablar de su muerte y resurrección. Cuando les asegura que, tras las dificultades, experimentarán una alegría plena e inquebrantable, hace referencia tanto al gozo de la resurrección como al encuentro definitivo con Él en el Cielo. La metáfora de la mujer en trabajo de parto, común en el Antiguo Testamento para describir un dolor profundo, también es utilizada por los profetas para simbolizar el nacimiento del nuevo pueblo mesiánico. El surgimiento del nuevo Pueblo de Dios —la Iglesia de Cristo— conlleva sufrimientos intensos no solo para Jesús, sino también para los Apóstoles en su propio grado. Sin embargo, estos dolores, similares a los de un parto, serán recompensados con la alegría del establecimiento del Reino de Cristo.
Tras su resurrección, el Señor hablará claramente a los Apóstoles, quienes entonces comprenderán el significado de su pasión y el inmenso amor de Dios al enviar a su Hijo. Mientras tanto, la fe de los discípulos se fortalece en la certeza de que el Señor conoce todos los corazones y lo sabe todo. Jesús ya había demostrado que, durante su tiempo con ellos, comprendía el fondo de sus pensamientos. El anuncio de que lo abandonarían, visto desde la perspectiva de la resurrección, trae consuelo a los discípulos que lo dejaron en la cruz, pero se reunieron de nuevo tras su resurrección. Ante las adversidades y los ataques de quienes rechazan a Cristo, las palabras de Jesús resuenan: «Tened valor: yo he vencido al mundo»..